# Kaneohe Station
Kaneohe Station é uma Região censo-designada localizada no estado americano do Havaí, no Condado de Honolulu.

## Demografia
Segundo o censo americano de 2000, a sua população era de 11.827 habitantes.

## Geografia
De acordo com o United States Census Bureau tem uma área de 15,1 km², dos quais 11,4 km² cobertos por terra e 3,7 km² cobertos por água.

## Localidades na vizinhança
O diagrama seguinte representa as localidades num raio de 12 km ao redor de Kaneohe Station.